# Mikuláš Esterházy z Galanty
Hrabě Mikuláš Esterházy z Galanty (maďarsky Galántai gróf Esterházy Miklós, 16. listopadu 1711 – 27. června 1764 ) byl uherský šlechtic z rodu Esterházyů. Působil jako císařský a královský komorník, tajný rada, strážce koruny, župan a diplomat.

## Život
Narodil se jako syn hraběte Františka Esterházyho (1683–1754) a jeho manželky hraběnky Marie Sidonie, rozené Pálffyové z Erdődu (1690–1743). Jeho mladší bratr František Esterházy (1715–1785) byl uherským dvorním kancléřem, chorvatským bánem a také hudební skladatel.
Mikuláš navštěvoval jezuitské gymnázium v Bratislavě. V roce 1732 jej otec poslal spolu s mladším bratrem do šlechtické akademie Lunéville v Lotrinsku, kde strávili společně půl roku a od října 1732 do dubna 1733 podnikli kavalírskou cestu po jižním Německu, přístavních městech v Nizozemsku, Velké Británii, Flandrech, Francii a severní Itálii a navštívili také Řím a Neapol. Do Vídně se vrátili v červenci 1735.
Za panování Marie Terezie byl mimořádným velvyslancem v Polsku a poté osm let v Petrohradu jako velvyslanec u dvora carevny Alžběty Petrovny. Osm let řídil diplomatické styky mezi rakouským a ruským carským dvorem.